# George Fest
George Fest –subtitulado A Night to Celebrate the Music of George Harrison– es un álbum en directo que documenta el concierto tributo al músico británico George Harrison organizado en el Fonda Theatre de Los Ángeles (California) el 28 de septiembre de 2014. El álbum fue publicado por la compañía discográfica BMG Records el 26 de febrero de 2016, coincidiendo con el que hubiera sido el 73.er cumpleaños del músico.
El concierto coincidió con el lanzamiento de la caja recopilatoria The Apple Years 1968-75, que recopila el catálogo de Harrison en solitario publicado por Apple Records, y contó con la participación de músicos como Brian Wilson y Al Jardine de The Beach Boys, Dhani Harrison, Norah Jones, Wayne Coyne y Steven Drozd de the Flaming Lips, Conan O'Brien, Britt Daniel y Brandon Flowers de the Killers.

## Lista de canciones
Todas las canciones compuestas por George Harrison excepto donde se anota.
Disco uno
| N.º | Título                                      | Intérprete(s)                  | Duración |  |
| 1.  | «Introduction»                              |                                |          |  |
| 2.  | «Old Brown Shoe»                            | Conan O'Brien                  |          |  |
| 3.  | «I Me Mine»                                 | Britt Daniel                   |          |  |
| 4.  | «Ballad of Sir Frankie Crisp (Let It Roll)» | Jonathan Bates, Dhani Harrison |          |  |
| 5.  | «Something»                                 | Norah Jones                    |          |  |
| 6.  | «Got My Mind Set on You» (Rudy Clark)       | Brandon Flowers                |          |  |
| 7.  | «If Not for You» (Bob Dylan)                | Heartless Bastards             |          |  |
| 8.  | «Be Here Now»                               | Ian Astbury                    |          |  |
| 9.  | «Wah-Wah»                                   | Nick Valensi                   |          |  |
| 10. | «If I Needed Someone»                       | Jamestown Revival              |          |  |
| 11. | «Art of Dying»                              | Black Rebel Motorcycle Club    |          |  |
| 12. | «Savoy Truffle»                             | Dhani Harrison                 |          |  |
| 13. | «For You Blue»                              | Chase Cohl, Brian Bell         |          |  |
| 14. | «Beware of Darkness»                        | Ann Wilson                     |          |  |

Disco dos
| N.º | Título                                                                   | Intérprete(s)                                                                                   | Duración |  |
| 1.  | «Let It Down»                                                            | Dhani Harrison                                                                                  |          |  |
| 2.  | «Give Me Love (Give Me Peace on Earth)»                                  | Ben Harper                                                                                      |          |  |
| 3.  | «Here Comes the Sun»                                                     | Perry Farrell                                                                                   |          |  |
| 4.  | «What Is Life»                                                           | "Weird Al" Yankovic                                                                             |          |  |
| 5.  | «Behind That Locked Door»                                                | Norah Jones                                                                                     |          |  |
| 6.  | «My Sweet Lord»                                                          | Brian Wilson, Al Jardine                                                                        |          |  |
| 7.  | «Isn't It a Pity»                                                        | The Black Ryder                                                                                 |          |  |
| 8.  | «Any Road»                                                               | Butch Walker                                                                                    |          |  |
| 9.  | «I'd Have You Anytime» (Harrison, Dylan)                                 | Karen Elson                                                                                     |          |  |
| 10. | «Taxman»                                                                 | Cold War Kids                                                                                   |          |  |
| 11. | «It's All Too Much»                                                      | the Flaming Lips                                                                                |          |  |
| 12. | «Handle with Care» (Harrison, Dylan, Jeff Lynne, Tom Petty, Roy Orbison) | Brandon Flowers, Dhani Harrison, Jonathan Bates, "Weird Al" Yankovic, Britt Daniel, Wayne Coyne |          |  |
| 13. | «All Things Must Pass»                                                   | Ann Wilson, Dhani Harrison, Karen Elson, Norah Jones                                            |          |  |